# Lista över dammedaljörer i sprinteuropamästerskapen i kanadensare
Detta är en lista över samtliga medaljörer i kanadensare på damsidan i sprinteuropamästerskapen i kanotsport.

## C-1 200 m
| Spel                  | Guld                      | Silver                    | Brons                        |
| Belgrad 2011          | Maria Kazakova (RUS)      | Lydia Weber (GER)         | Katsiaryna Herasimenka (BLR) |
| Zagreb 2012           | Stanilija Stamenova (BUL) | Sophie Cordelier (FRA)    | Olga Aliohina (UKR)          |
| Montemor-o-Velho 2013 | Maria Kazakova (RUS)      | Stanilija Stamenova (BUL) | Kincső Takács (HUN)          |
| Brandenburg 2014      | Stanilia Stamenova (BUL)  | Zsanett Lakatos (HUN)     | Irina Andreeva (RUS)         |
| Racice 2015           | Stanilia Stamenova (BUL)  | Zsanett Lakatos (HUN)     | Irina Andreeva (RUS)         |
| Moskva 2016           | Olesia Romasenko (RUS)    | Stanilija Stamenova (BUL) | Paula Postaru (ROU)          |
| Plovdiv 2017          | Olesia Romasenko (RUS)    | Kincső Takács (HUN)       | Alena Nazdrova (BLR)         |

## C-2 500 m
| Spel                  | Guld                                             | Silver                                            | Brons                                        |
| Belgrad 2011          | Belarus Katsiaryna Herasimenka Svitlana Tulupava | Ungern Kincső Takács Dorina Obermayer             | Ryssland Vetra Bardak Anastasia Ganina       |
| Zagreb 2012           | Ungern Kincső Takács Zsanett Lakatos             | Belarus Katsiaryna Herasimenka Sviatlana Tulupava | Ukraina Natalija Zjiliuk Darija Motova       |
| Montemor-o-Velho 2013 | Ungern Zsanett Lakatos Kincső Takács             | Ryssland Natalia Marasanova Anastasia Ganina      | Ukraina Natalija Zjiliuk Darija Motova       |
| Brandenburg 2014      | Ungern Zsanett Lakatos Kincsö Takács             | Belarus Daryna Kastsiushenka Volha Klimava        | Ryssland Natalia Marasanova Olesia Romasenko |
| Racice 2015           | Belarus Daryna Kastsiushenka Kamila Bobr         | Ungern Zsanett Lakatos Kincsö Takács              | Ryssland Irina Andreeva Olesja Nikiforova    |
| Moskva 2016           | Belarus Nadzeja Makartjanka Alena Nazdrova       | Ryssland Irina Andreeva Olesia Romasenko          | Ungern Virág Balla Kincső Takács             |
| Plovdiv 2017          | Ungern Virág Balla Kincső Takács                 | Belarus Alena Nazdrova Kamila Bobr                | Ryssland Irina Andreeva Olesia Romasenko     |